# Laetmoteuthis lugubris
Laetmoteuthis lugubris Berry, 1913 è una specie di molluschi cefalopodi appartenente alla famiglia Grimpoteuthidae. Si tratta dell'unica specie del  genere Laetmoteuthis.

## Descrizione
L'aspetto di L. lugubris è poco noto poichè la descrizione si basa su esemplari frammentari e parzialmente decomposti. L'apparenza di questo cefalopode è simile a quella di Cirroteuthis da cui differisce soprattutto per l'assenza dei cirri in doppia serie affiancati alle ventose sulle braccia. Il mantello è rotondeggiante e porta due pinne piccole e allungate; l'imbuto è grande. Le braccia sono lunghe e portano ventose grandi, ben distanziate fra loro, piatte e disposte a zig zag; le braccia sono unite da una membrana fin quasi all'estremità. 
Il colore degli esemplari è stato descritto come bruno cioccolato.

## Distribuzione e habitat
I pochissimi esemplari noti provengono dall'isola di Molokai (Hawaii).
Non si sa nulla dell'habitat di questo animale. Gli esemplari noti sono stati trovati morti in superficie.

## Tassonomia
Incerta. Il genere Laetmoteuthis non è riconosciuto da tutti i tassonomi.

## Biologia
Ignota.